# Galilejské knížectví
Galilejské knížectví bylo jedno ze čtyř hlavních vazalských panství křižáckého Jeruzalémského království. Centrum knížectví se nacházelo kolem města Tiberias a Galilejského jezera, zbytek území knížectví, které se rozprostíralo na území Galileje a jižní Fénicie (dnešního Libanonu) byl pod správou vazalů galilejského knížete. Některé vztahy mezi Galilejským knížectvím a jeho vazaly však byly čistě formální, například Sidonské panství bylo zcela nezávislé.
Křižácké panství v Galileji bylo založeno roku 1099, kdy jeruzalémský vládce Godefroy z Bouillonu Tiberiadu, Haifu a Bet Še'an předal v léno Tankredovi Galilejskému. Roku 1100 Tankred složil lenní přísahu jeruzalémskému patriarchovi Daimbertovi, který mu propůjčil knížecí hodnost. Ale již následujícího roku Godefroyův nástupce, jeruzalémský král Balduin I. omezil Tankredovu moc předáním Haify do rukou Galdemara Carpenela. Tankred roku 1101 Galileu opustil a stal se regentem Antiochijského knížectví za svého strýce Bohemunda z Tarentu, který byl v tureckém zajetí. Knížectví se zatím stalo lénem rodu de Saint-Omer a později Bures. Roku 1187 bylo knížectví dobyto sultánem Saladinem, ale titul poté nadále užíván mladšími syny a dalšími příbuznými kyperských králů (kteří byli titulárními králi jeruzalémskými).

## Galilejská knížata

erby dynastií:
Hautevillové
Bures
Courtenay (Joscelin I.)
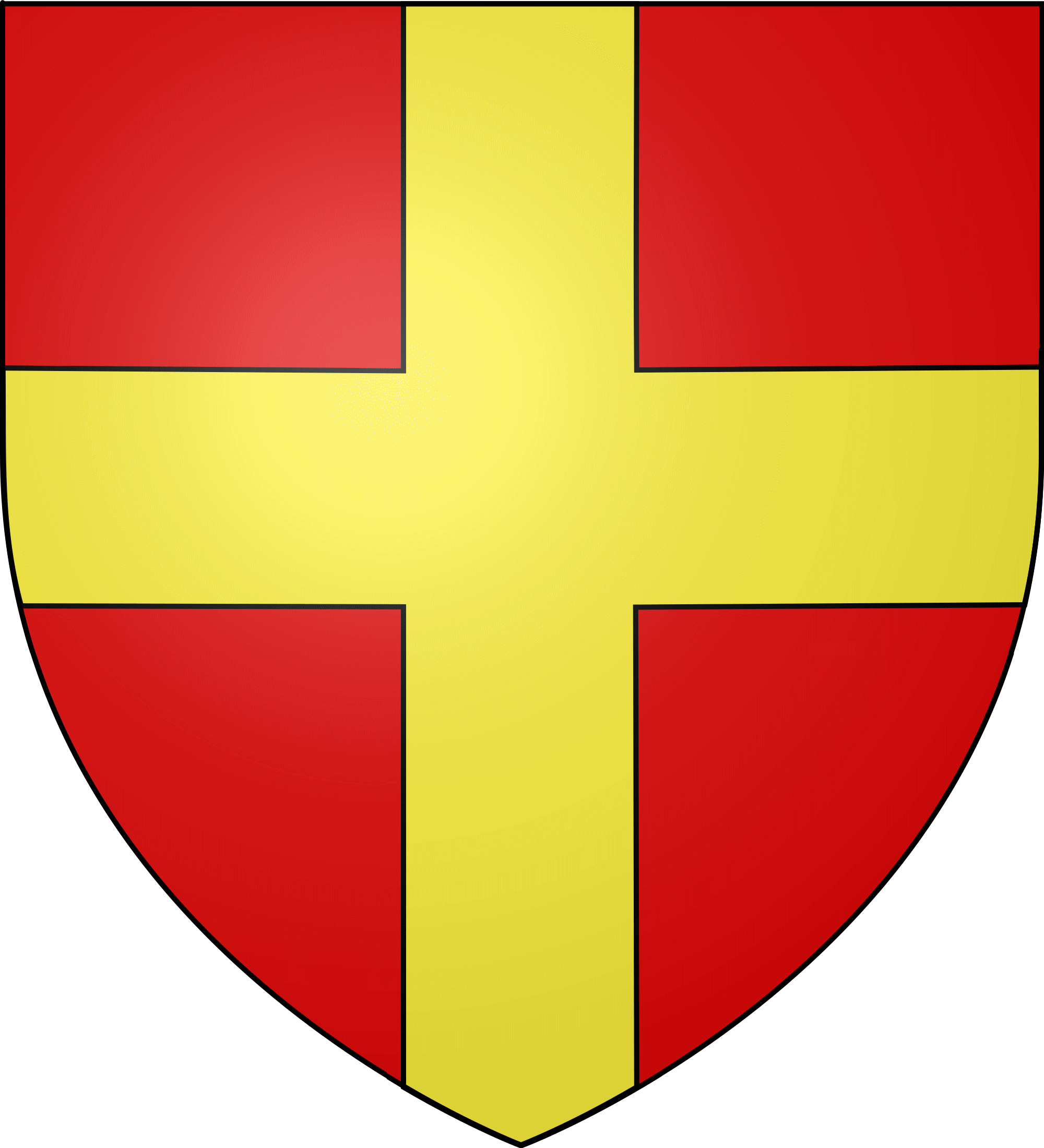
Raimundovci (Raimond III.)
Saint-Omer
Lusignanové